# Minorité polonaise de Hongrie

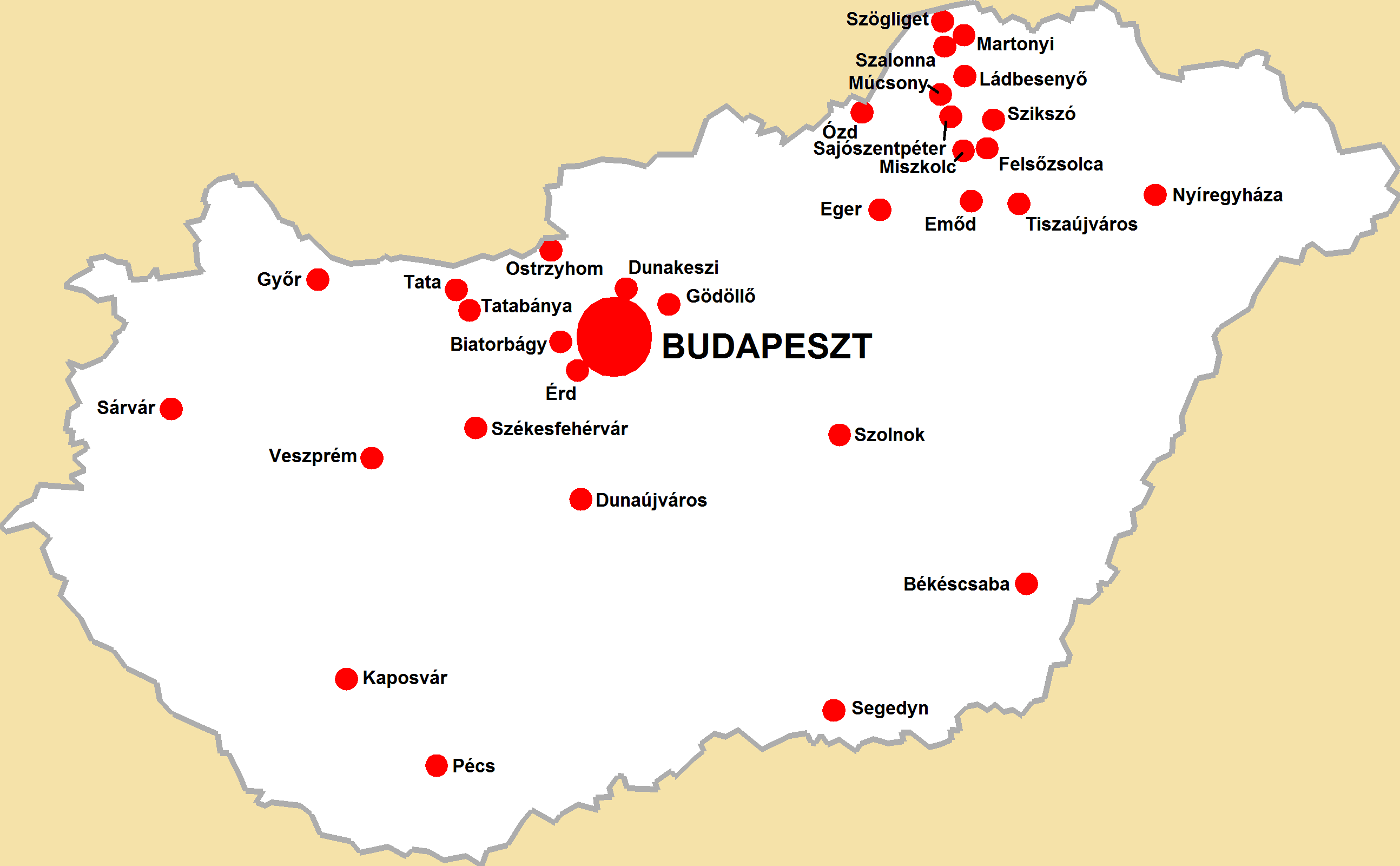
Carte des collectivités de la minorité polonaise en 2010.

La minorité polonaise de Hongrie (Magyarországi lengyelek) désigne une minorité nationale reconnue officiellement par la loi hongroise sur les minorités nationales et ethniques. Elle dispose d'une réalité statistique lors des recensements de population et d'une réalité juridique à travers les collectivités des minorités (kisebbségi önkormányzat) qui disposent de compétences particulières pour fixer le calendrier de leurs fêtes et célébrations, contribuer à la préservation de leurs traditions et participer à l'éducation publique. Ces collectivités particulières peuvent ainsi gérer des théâtres publics, des bibliothèques, des institutions scientifiques et artistiques, attribuer des bourses d'études et dispenser de services en direction de leur communauté (aides juridiques notamment).

## Histoire
La présence de la communauté polonaise en Hongrie est la conséquence des liens dynastiques de bon voisinage entre la Pologne et la Hongrie : l'installation d'érudits, d'artistes et d'artisans polonais en Hongrie, ainsi que la colonisation rurale qui a commencé dès le début du Moyen Âge.
De nombreux Polonais se sont installés dans la région après les luttes de libération de la Hongrie de 1848-1849, au cours desquelles des milliers d'officiers et de soldats polonais ont combattu sous le commandement des généraux Józef Bem et Henryk Dembiński.
Durant l'entre-deux-guerres (données de 1929), environ 20 000 émigrants polonais vivaient en Hongrie, principalement à Budapest et dans ses environs. Une concentration inhabituelle de Polonais se trouvait dans le village de Derenk (hu), situé dans le nord de la Hongrie, peuplé par des Polonais de 1717 à 1943. La moitié de la colonie polonaise était composée de Juifs. Un comité d'aide est créé qui gère une bibliothèque et quatre écoles polonaises..
Une autre grande vague d'installation a eu lieu pendant les années de la Seconde Guerre mondiale. Après 1939, plus de 100 000 réfugiés — soldats et civils polonais — passent par la Hongrie. Certains d'entre eux y ont trouvé refuge pendant toute la durée de la guerre et après sa fin.
- Voir aussi : Immigration polonaise en Hongrie durant la Seconde guerre mondiale (pl)